# ماساهيرو أندو
ماساهيرو أندو مواليد 2 أبريل 1972 في ساكودو، سايتاما، اليابان، هو لاعب كرة قدم ياباني دولي سابق كان يلعب كمدافع.

## مرحلة الشباب

### أندية لعب لها
- جامعة كوكوشيكان

## المسيرة الاحترافية

### أندية لعب لها
- شيميزو إس-بولس
- جوبيلو إيواتا
- أوميا أرديجا
- نادي غامبا أوساكا
- أوميا أرديجا

## روابط خارجية
- ماساهيرو أندو على موقع رابطة كرة القدم اليابانية للمحترفين (اليابانية)
- ماساهيرو أندو على موقع قاعدة بيانات كرة القدم.إي يو (الإنجليزية)
- ماساهيرو أندو على موقع ناشيونال فوتبول تيمز (الإنجليزية)
- ماساهيرو أندو على موقع Soccerway.com (الإنجليزية)
- ماساهيرو أندو على موقع عالم كرة القدم.نت (الإنجليزية)